# (302) Clarissa
(302) Clarissa ist ein Asteroid des inneren Hauptgürtels, der am 14. November 1890 vom französischen Astronomen Auguste Charlois am Observatoire de Nice entdeckt wurde.
Ein Bezug dieses Namens zu einer Person oder einem Ereignis ist nicht bekannt. Siehe auch den diesbezüglichen Kommentar bei (295) Theresia.

## Wissenschaftliche Auswertung
Mit Daten radiometrischer Beobachtungen im Infraroten mit der Infrared Telescope Facility (IRTF) am Mauna-Kea-Observatorium auf Hawaiʻi vom 3. Dezember 1980 wurden für (302) Clarissa erstmals Werte für den Durchmesser und die Albedo von 33 km und 0,06 bestimmt. Aus Ergebnissen der IRAS Minor Planet Survey (IMPS) wurden 1992 Angaben zu Durchmesser und Albedo für zahlreiche Asteroiden abgeleitet, darunter auch (302) Clarissa, für die damals Werte von 38,5 km bzw. 0,05 erhalten wurden. Nach der Reaktivierung von NEOWISE im Jahr 2013 und Registrierung neuer Daten wurden die Werte 2015 zunächst mit 29,5 km bzw. 0,06 angegeben und dann 2016 korrigiert zu 32,7 km bzw. 0,05, diese Angaben beinhalten aber alle hohe Unsicherheiten.
Spektroskopische Beobachtungen am 9. Januar 2022 am Caucasus Mountain Observatory (CMO) des Sternberg-Instituts für Astronomie zeigten Anzeichen einer durch Sublimation von Wasser- und Kohlenstoffdioxid-Eis bedingten Aktivität und das Vorhandensein einer staubigen Exosphäre bei (302) Clarissa in Perihelnähe.
Photometrische Messungen des Asteroiden fanden erstmals statt am 18. Februar 1974 am Observatorium Kvistaberg in Schweden. Aus den registrierten Daten konnte nur eine grobe Abschätzung der Rotationsperiode zu >10 h erfolgen.
Der Asteroid (302) Clarissa geriet dann Anfang der 1990er Jahre verstärkt in den Fokus des wissenschaftlichen Interesses, als er als Vorbeiflugziel für die Raumsonde Cassini auf ihrem Flug zum Saturn ausgewählt wurde. Um im Vorfeld der Mission mehr Informationen über ihn zu sammeln, erfolgten vom 29. Oktober bis 2. November 1991 neue photometrische Messungen des Asteroiden am Calar-Alto-Observatorium in Spanien. Aus der aufgezeichneten Lichtkurve konnte nun eine Rotationsperiode von 14,381 h abgeleitet werden. Obwohl der Asteroid aufgrund einer späteren Änderung des Missionsszenarios nicht mehr für die Cassini-Mission in Betracht gezogen wurde, lieferten die bodengestützten Beobachtungen umfangreiche Informationen über diesen Asteroiden.
Eine Auswertung von archivierten Lichtkurven des United States Naval Observatory (USNO) und der Catalina Sky Survey ermöglichte 2011 für ein dreidimensionales Gestaltmodell des Asteroiden die Bestimmung zweier alternativer Rotationsachsen mit retrograder Rotation sowie einer Periode von 14,47670 h. Die Auswertung von Beobachtungsdaten einer Bedeckung des Sterns 10. Größe TYC 02720616 durch (302) Clarissa am 24. Juni 2004 ergab, dass beide Alternativen dazu passten, eine davon sehr gut. Diese Lösung skalierte das Gestaltmodell zu einem effektiven Durchmesser von 43 ± 4 km.
Zwischen 2012 und 2018 wurden mit der All-Sky Automated Survey for Supernovae (ASAS-SN) auch photometrische Daten von 20.000 Asteroiden aufgezeichnet. Auf mehr als 5000 davon konnte erfolgreich die Methode der konvexen Inversion angewendet werden, darunter auch (399) Persephone, für die in einer Untersuchung von 2021 ein verbessertes dreidimensionales Gestaltmodell für zwei alternative Rotationsachsen mit retrograder Rotation und einer Periode von 14,4766 h berechnet wurde. Vom 5. bis 30. Dezember 2021 erfolgte durch photometrische Beobachtungen einer Beobachtergruppe aus Spanien noch eine Bestimmung der Rotationsperiode zu 14,467 h.
Aus archivierten Daten des Asteroid Terrestrial-impact Last Alert System (ATLAS) aus dem Zeitraum 2015 bis 2018 konnte in einer Untersuchung von 2022 mit der Methode der konvexen Inversion eine Rotationsperiode von 14,477 h bestimmt werden. Im Jahr 2023 wurde aus photometrischen Messungen von Gaia DR3 erneut ein dreidimensionales Gestaltmodell des Asteroiden für zwei alternative Rotationsachsen mit retrograder Rotation und einer Periode von 14,4764 h berechnet.

## Clarissa-Familie
(302) Clarissa ist das größte Mitglied einer Asteroidenfamilie mit ähnlichen Bahneigenschaften, wie eine Große Halbachse von 2,37–2,43 AE, eine Exzentrizität von 0,10–0,11 und eine Bahnneigung von 3,1°–3,6°. Taxonomisch handelt es sich größtenteils um Asteroiden der Spektralklasse C, die mittlere Albedo liegt bei 0,05. Die Clarissa-Familie umfasste im Jahr 2019 über 330 bekannte Mitglieder, ihr Alter wurde auf 50 ± 10 Mio. Jahre geschätzt.
Das mögliche Alter konnte 2020 durch Modellierung der Bahnstörungen durch die Planeten sowie der nicht-gravitativen Jarkowski- und YORP-Effekte weiter eingegrenzt werden auf 56 ± 6 Mio. Jahre. Eine geringfügige Abweichung der Dichte vom angenommenen Wert 1,5 g/cm³ würde zu geringfügig jüngeren oder älteren Altersschätzungen führen. Dies war der erste Fall, in dem eine Chronologie mit Hilfe des Jarkowski-Effekts erfolgreich auf eine Asteroidenfamilie angewendet wurde, die jünger als 100 Millionen Jahre ist.